# أولمبياد الحاسوب
هو حدث متعدد المنافسات حيث تتنافس فيه البرمجيات الحاسوبية ضد بعضها البعض. يكون الهدف في العديد من هذه المنافسات الحصول على لقب «أفضل لاعب حاسوبي في العالم». أُقيم أول حدث أولمبياد حاسوبية في عام 1989. معظم الألعاب التي تتنافس من خلالها الحواسيب هي ألعاب لوحية، مع ذلك مازال بإمكان الحواسيب أن تتنافس من خلال ألعاب الورق مثل لعبة البريدج. في عام 2010, تم إدراج عدة أنواع من الأحاجي إلى قائمة المنافسات.

## التاريخ
عمل ديفيد ليفي (بالإنجليزي: David Levy) على تطوير الأولمبياد الحاسوبية لأول مرة في الثمانينات، أقيمت أول أولمبياد حاسوبية في التاريخ عام 1989, في فندق بارك لين في لندن. كانت الألعاب الحاسوبية الأولمبية حدثاَ يُقام سنوياَ حتى عام 1992, عندما لم تتمكن اللجنة الأولمبية من العثور على منظم جديد للحدث؛ مما أدى إلى تعليق الأولمبياد. في عام 2000 قامت منظمة مايند سبورتس أولمبياد (بالإنجليزية: Mind Sports Olympiad أو MSO) بإعادة إحياء الحدث. حديثاً، قام الاتحاد الدولي للألعاب الحاسوبية (بالإنجليزية: Computer Games Association  أو ICGA) بتبني أولمبياد الحاسوب وحاول تنظيمها لتصبح حدثاّ سنوياَ.

## المنافسات

### آبالون
آبالون (بالإنجليزية Abalone) هي لعبة تعتمد على الاستراتيجية. تستخدم لوحة سداسية الشكل وتختوي على 14 كرة للاعبَين. الهدف من اللعبة هو العمل على إخراج 6 من كرات الخصم خارج اللوحة السداسية.

### آمازونز
أمازونز (بالإنجليزية: Amazons) هي لعبة تُلعب على رقعة شطرنج 10×10 للاعبَين. يحصل كل لاعب على أربع قطع «آمازونز» (قطعة الوزير في الشطرنج). تُحرك القطع بهدف سد أو حجز مربعات الرقعة والفائز هو آخر لاعب يمكنه نقل قطعته إلى مربع غير محجوز.

### آواري
آواري (بالإنجليزية: Oware/ Awari) هي لعبة تعتمد على الاستراتيجية وهي تعتبر جزءا من عائلة ألعاب المنقلة.

### لعبة الطاولة أو لعبة النرد
لعبة الطاولة أو لعبة النرد (بالإنجليزية: لعبة الطاولة) وهي لعبة طاولة أو لعبة لوحية للاعبَين, يستخدم فيها كل لاعب أقراصاً يتم تحريكها وفقا لرمية النرد. الفائز هو اللاعب الذي يتمكن من إخراج جميع قطعه من على اللوح قبل منافسه.

### بريدج
بريدج (بالإنجليزية: Bridge أو Contract Bridge) هي لعبة ورق. في شكلها الأساسي، يتم لعبها من قبل أربعة لاعبين في شراكتين متنافستين.
في عام 1996, توقف إقامة منافسات لعبة البريدج في الأولمبياد عندما قررت الرابطة الأمريكية للعبة البريدج (بالإنجليزية: American Contract Bridge League) إقامة بطولة العالم الرسمية للبريدج والتي ستقام سنوياً في بطولة البريدج العالمية الكبرى.

### الشطرنج
الشطرنج (بالإنجليزية: Chess) هي لعبة رقعة استراتيجية يلعبها لاعبان على رقعة الشطرنج. وهي رقعة مطعمة ومربعة الشكل مكونة من 64 مربعا بأبعاد 8×8. تُقام الكثير من منافسات الشطرنج الحاسوبية خارج إطار أولمبياد الحاسوب.

### الشطرنج الصينية
الشطرنج الصينية (بالإنجليزية: Xiangqi) هي لعبة شطرنج صينية تنتمي لنفس عائلة الألعاب للعبة الشطرنج العالمية أو الغربيّة. تمثل هذه اللعبة معركة بين جيشين يهدفان إلى أسر قائد جيش العدو (الملك).

### الشطرنج الصينية السوداء
الشطرنج الصينية السوداء (بالإنجليزية: Chinese Dark Chess أو Banqi)  هي لعبة تنتمي لعائلة ألعاب الشطرنج, يلعبها لاعبان على رقعة شطرنج 4×8  أي نصف رقعة شطرنج صيني (Xiangqi).

### كلوبر
(بالإنجليزية: Clobber)

### الأربعة تربح
(بالإنجليزية: Connect Four)

### الستة تربح
(بالإنجليزية: Connect6)

### الدومينوز
(بالإنجليزية: Dominoes)

### أوكتي
أوكتي (بالإنجليزية: Octi) هي لعبة إستراتيجية تشبه لعبى الداما (بالإنجليزية: Checkers) والشطرنج, لكنها تسمح بحركات قفز واستيلاء متعددة بالإضافة إلى عدة تحركات تميز اللعبة. الهدف من اللعبة هو تحريك قطعك نحو نقطة بداية قطع خصمك.

### بوكر
(بالإنجليزية: Poker)

### بلياردو
(بالإنجليزية: Pool)